# Петрик, Александр Иванович
Александр Иванович Петрик (род. в 1954 году, Славянск) — украинский экономист, доктор экономических наук, профессор, Заслуженный экономист Украины.

## Биография
В 1976 г. окончил Донецкий государственный университет по специальности «прикладная математика». В 1979—1983 гг. — аспирант Института математики Академии наук УССР. В 1984 г. защитил диссертацию на соискание учёной степени кандидата физико-математических наук. В 1986—1991 гг. — старший научный сотрудник кафедры теоретической механики Киевского политехнического института.
С октября 1991 г. (года основания Национального банка Украины) работал в Национальном банке Украины: начальник сектора моделирования экономического управления, затем — начальник отдела прогнозирования и моделирования экономического департамента (с 1995 г.), заместитель директора экономического департамента — начальник Управления экономического анализа и прогнозирования (с 1998 г.), директор департамента экономического анализа и прогнозирования (с 2000 г.).
Окончил курсы Института экономического развития (1993), Всемирный банк, Вашингтон;; Объединённого Венского института (1994), Вена, Австрия; Института Международного валютного фонда (1996,1997, 2010; Вашингтон). На протяжении 1995-2012 годов проходил стажировки и участвовал в семинарах в Центральных банках Англии, Франции, Швейцарии, Швеции, Нидерландов, Германии, Польши, Чехии, Финляндии и Канады. В 2008 г. окончил Львовский институт банковского дела по специальности «финансы и банковское дело». В 2009 году защитил диссертацию на соискание ученой степени доктора экономических наук в Институте экономики и прогнозирования Национальной Академии Наук Украины. В 2010 году получил звание профессора. С 18 сентября 2012 г. — директор Генерального экономического департамента, член Правления Национального банка Украины.
Основными сферами интересов и ответственности в Национальном банке Украины были:
- монетарная политика и реформы финансовых рынков, структурные реформы, и их макроэкономические результаты ( административная и пенсионная реформы, вопросы фискальной политики, реформа банковского сектора).
- экономический анализ зарубежных экономик с фокусом на новые экономики, восточно-европейские экономики и экономики бывшего СССР. 
- анализ в рамках программ МВФ с Украиной и другими странами; 
- деятельность центральных банков, макроэкономический анализ и исследования в центральном банке, прогнозирование, моделирование, подготовка к введению инфляционного таргетирования в НБУ, и функции финансовой стабильности ( усиление потенциалла в исследованиях и моделировании, публичные коммуникации, организация финансовых и бизнес опросов). 
Выступал главным координатором ряда важных международных технических проектов с украинской стороны, в частности:
- Проекта "IMF-Conference Board of Canada-NBU" - "наращивание потенциала НБУ  в области монетарной политики, моделирования и прогнозирования, банковского надзора и регулирования, бухгалтерского учета, статистики;
-  Twinning Project , при участии Бундесбанка (Германия), НБП (Польша) и НБУ (Украина), который охватывал совершенствование функций центрального банка в сферах бюджетного планирования,  коммуникаций, международных отношений, монетарной статистики, монетарной политики и политики обменного курса, платежных систем и др;
-  МВФ - НБУ проекта по подготовке введения режима инфляционного таргетирования в Украине.
Одновременно преподавал в Киево-Могилянской академии и Университете банковского дела Национального банка Украины макроэкономику, центрально-банковское дело, международную экономику и финансы. (профессор кафедры банковского дела).
В 2013 году был назначен альтернативным исполнительным директором (АИД) Международного валютного фонда от Украины (2013-2017). Внес большой вклад в   развитие сотрудничества Украины с МВФ и проведению реформ в посткризисный период (2013-2017) в Украине. 
Как альтернативный исполнительный директор МВФ от Украины:
- готовил полный пакет экономических и политических документов на Совет Директоров МВФ на протяжении всей каденции 2013-2017 и представлял украинские власти на заседаниях Совета директоров и в частности во время предоставления финансирования Украины со стороны МВФ в рамках программ Stand-by и EFF в размере 17.5 млрд. долларов США; 
- в тесном взаимодействии с исполнительным директором (Нидерланды) и другим альтернативным исполнительным директором (Бельгия) отвечал за организацию и функционирование голландского офиса в подготовке к участию в регулярных заседаниях Совета директоров МВФ и отчетов  властям 15 стран представленных в офисе (Нидерланды, Бельгия, Украина, Израиль, Румыния, Люксембург, Болгария, Хорватия, Кипр, Босния-Герцеговина, Грузия, Молдова, Македония, Армения, Черногория).  
В тесном сотрудничестве с властями Нидерландов, Болгарии и Украины отвечал за организацию ежегодных встреч Министров финансов и Председателей центральных банков 15 стран-членов голландского офиса в Гааге (2014), Софии (2015) и Киеве (2016).
Регулярно участвовал в работе миссий Фонда в Киеве с украинскими властями в рамках консультаций по 4 статье соглашения, оценки выполнения программ и пересмотра действующих программ.
По возвращении в Украину продолжил педагогическую и научную деятельность в должности профессора Университета банковского дела (г. Киев).
Является членом редакционной коллегии "Вестник НБУ".
В 2018 году был избран членом Совета Национального банка Украины. Является председателем комитета по вопросам денежно-кредитной политики Совета НБУ.
[https://bank.gov.ua/ua/legislation/Decision_29052018_30-rd]. Известен как инициатор и соавтор новой стратегии монетарной политики Национального банка Украины. 
[https://bank.gov.ua/ua/files/NUZWnbuLoRPDcNM,https://bank.gov.ua/ua/legislation/Decision_13072018_37-rd, ]. Разработал и ввел в практику современный подход при оценке качества монетарной политики НБУ [https://bank.gov.ua/ua/legislation/Decision_26062019_27-rd Архивная копия от 8 июня 2020 на Wayback Machine,https://bank.gov.ua/ua/legislation/Decision_26062019_27-rd, https://zn.ua/macrolevel/kak-ocenivat-kachestvo-monetarnoy-politiki-pri-rezhime-inflyacionnogo-targetirovaniya-317180_.html].
Известен, как автор многочисленных публикаций на экономическую тематику в средствах массовой информации [https://zn.ua/author/aleksandr-petrik Архивная копия от 6 мая 2020 на Wayback Machine ,https://finance.liga.net/ekonomika/opinion/targetirovanie-reform-pochemu-nbu-vajno-igrat-po-pravilam Архивная копия от 8 июня 2020 на Wayback Machine ,  https://finance.liga.net/ekonomika/opinion/igra-po-pravilam-zachem-natsbanku-dolgosrochnaya-strategiya Архивная копия от 8 июня 2020 на Wayback Machine ,https://finance.liga.net/ekonomika/opinion/idealnaya-inflyatsiya-pochemu-nbu-proigryvaet-tsenam].   

## Научная  и педагогическая деятельность
Основные направления исследований — макроэкономический анализ и макроэкономическое моделирование, деятельность центральных банков, международная экономика, взаимодействие с мировыми финансовыми институтами.
Имеет более 100 печатных работ (в том числе четыре монографии) в области математики, экономики и финансов, опубликованных в США, Польше, Белоруссии и Украины.
Является профессором Университета банковского дела (г. Киев)
Ведет спецкурсы по банковскому делу, макроэкономике и международной экономике . Руководит подготовкой дипломных работ, и кандидатских диссертаций. 

### Избранные труды
- Гриценко А. А., Кричевская Т. А., Петрик А. И. Институт таргетирования инфляции: зарубежный опыт и перспективы внедрения в Украине : Науч. докл. — Киев: НАН Украины, Институт Экономики и Прогнозирования, 2008. — 272 с.
- Луковский И. А., Петрик А. И., Троценко В. А. Свободные колебания нелинейно упругой цилиндрической оболочки, деформированной равномерным внутренним давлением. — Киев: Ин-т математики, 1983. — 35 с. — 200 экз.
- Петрик А. Кризис доверия // Вестник НБУ. — 2010. — № 5. — С. 6-11.
- Петрик А. Монетарная политика Украины // Банковский Вестник, Национальный банк Беларуси. — 2011, июль. — С. 36-41.
- Петрик А. И. Исследование колебаний безмоментных нелинейно-упругих оболочек вращения, взаимодействующих с жидкостью, при начальных деформациях : Автореф. дис. … канд. физ.-мат. наук. — Киев, 1984. — 21 с.
- Петрик А. И. Статические характеристики сферической газовой опоры. “Механика гироскопических систем” КПИ. 1990.
- Петрик А. И. Путь к ценовой стабильности: мировой опыт и перспективы для Украины. — Киев: УБС, НБУ, 2008. — 372 с.
- Петрик О. Какой должна быть стратегическая цель монетарной политики? // Вестник НБУ. — 2004. — № 1.
- Петрик О. Насколько объективны официальные оценки инфляции? // Зеркало недели. — 2006. — № 3 (582).
- Петрик О. Цели и основные режимы современной монетарной политики // Социально-экономические исследования в переходный период (сб. науч. тр.). — Львов, 2006. — Вып. 3 (59), Ч. 1.
- Петрик О. И. Монетарное развитие Украины: учеб. Пособие. — УБС НБУ, 2010. — 231 с. ISBN 978-966-484-080-1
- Петрик О., Николайчук С. Определение оптимального уровня инфляции для Украины // Вестник НБУ. — 2007. — № 6.
- Петрик О., Николайчук С. Структурная модель трансмиссионного механизма монетарной политики в Украине // Вестник НБУ. — 2006. — № 3.
- Петрик О., Половнев Ю. Анализ факторов инфляции и её прогнозирования в Украине // Экономика и прогнозирование — 2003. — № 1.
- Петрик О., Половнев Ю. Базовая инфляция: концепция и некоторые методы расчета // Вестник НБУ. — 2002. — № 12.
- Стельмах В., Петрик О. Модель монетарного устройства «Currency board»: «за» или «против» // Вестник НБУ. — 2000. — № 3.
- Стельмах В., Петрик О. Обменный курс, инфляция и конкурентоспособность экономики // Вестник НБУ. — 2001. — № 9.
- Петрик О. І. Дейсан І.М. Неоднородний вплив монетарних важелів на показники кредитування та економічної активності. Економіка та прогнозування. №2 2017.  Науковий журнал інституту економіки та прогнозування НАН України. Київ. 2017.
- Petryk O. A Strategy for Controlling Inflation in Countries with Transition Economies // Russian and East European Finance and Trade. — New-York: Armonk, 1998. — Vol. 34, № 3.
- Petryk O. History of monetary development in Ukraine // J. Economics Finance. — 2006. — № 8. — P. 3-24.
- Petrik A. The role and functions of the Central Bank Instruments of Monetary Policy // Problems of Economic in Transition. — 1996. — Vol. 38, № 11.
- Petryk O., Banaian K. Inflation and Gross Domestic Product // Russian and East European Finance and Trade. — New-York: Armonk, 1998. — Vol. 34, № 3.
- Petryk O., Nikolaychuk S. Optimal monetary policy framework for Ukraine // University of Szczecin Scientific Journal. — 2008. — Vol. 3, № 499. — ISSN 1640-6818
- Petryk O.  Tне IMF programs: countries ' experiences and implications and prospects for Ukraine. Journal of European economy, Vol. 16. N4 (63). October–December 2017  P u b l i c a t i o n   o f   T e r n o p i l   N a t i o n a l    E c o n o m i c    U n i v e r s i t y
- Петрик О. Дейсан І. Інфляція та інфляційні очікування в умовах суттєвих невизначеностей // Вісник Університету банківської справи. - 2018. - № 3. - С. 17–24.
- Петрик О. Україна та МВФ: Основні аспекти співробітництва, //Економіка України, №5 2019

## Награды и признание
- Заслуженный экономист Украины
- Почётная грамота Национального банка Украины
- памятный знак «Почётный знак Национального банка Украины».